# ホーカン・エリクソン
ホーカン・エリクソン（スウェーデン語: Håkan Ericson, 1960年5月29日 - ）は、スウェーデン出身のサッカー指導者、元サッカー選手。父親は1970年代にスウェーデン代表監督を務め、2度のFIFAワールドカップに導いたイェオリ・エリクソン。

## 来歴
AIKのアシスタントコーチ、ノルシェーピン監督などを経て、2011年1月1日付けでU-21スウェーデン代表監督に就任した（トミー・セデベリとの2人体制）。2015年、UEFA U-21欧州選手権2015で初優勝を飾った。

## タイトル

### 指導者

#### 代表
U-21スウェーデン代表
- UEFA U-21欧州選手権：1回
  - 2015